# HEC Alumni
HEC Alumni és una organització sense ànim de lucre creada el 1883, associació d'antics alumnes de l'escola de negocis francesa École des Hautes Etudes Commerciales (HEC Paris).
L'associació es va fundar el 20 de juny de 1883, 2 anys després de la creació de l'escola l'any 1881. Al principi, portava el nom d'Association des Anciens Elèves de l'École des Hautes Études Commerciales. Es regeix per la llei de l'1 de juliol de 1901 i el decret de 16 d'agost de 1901. L'11 de gener de 1900 va ser reconeguda com a d'utilitat pública. L'associació és membre de la Conférence des Grandes écoles.
Els seus objectius, definits pels seus estatuts, són: crear i mantenir relacions amistoses entre els graduats de les entitats d'HEC Paris; ajudar els socis que necessiten ajuda; difondre al públic coneixements tècnics relacionats amb l'economia, la gestió i l'empresa; contribuir al desenvolupament de la presència i influència de les empreses franceses a l'exterior i al comerç internacional, i implementar tots els mitjans per mantenir el valor i augmentar la notorietat, a França i a l'estranger, de les entitats d'HEC Paris i dels títols que imparteix l'escola.
L'associació publica una revista mensual titulada « HEC stories ». També publica un directori anual d'antics alumnes. L'associació col·labora amb WATs4U (World Alumni Talents for you) juntament amb altres grans escoles com École Polytechnique, CentraleSupélec, etc.
La Junta Directiva estava formada per 24 membres, l'any 2022, entre ells 22 graduats electes, un representant de l'Escola i un representant de la Fundació HEC. Emmanuel Chain va ser president de l'associació del 2015 al 2018.